# 李彝景
李彝景（?—?），是五代十国党项族的人，为定难节度使（治今陕西靖边北）李彝超、李彝殷的族兄弟。李彝超、李彝殷的祖父拓跋思恭和李彝景的祖父拓跋思忠亲兄弟，后晋年间其父李仁颜去世，李彝景袭位银州（治今陕西榆林）防御使。李彝景于后周年间去世，其子李光儼袭位。李彝景就是西夏太祖李继迁的祖父。